# Greer Stevens
Greer Stevens (* 5. Februar 1957 in Pietermaritzburg) ist eine ehemalige südafrikanische Tennisspielerin.

## Karriere
Stevens gewann in ihrer Karriere insgesamt einen Einzel- und zwei Doppeltitel. Ihre größten Erfolge waren aber der Gewinn von drei Grand-Slam-Titel im Mixed mit Bob Hewitt.
1977 hatte sie vier Einsätze für die südafrikanische Fed-Cup-Mannschaft, von denen sie drei gewann.

## Erfolge

### Einzel
| Nr. | Datum           | Turnier   | Kategorie                      | Belag     | Finalgegnerin    | Ergebnis      |
| --- | --------------- | --------- | ------------------------------ | --------- | ---------------- | ------------- |
| 1.  | 28. Januar 1979 | Hollywood | WTA Avon Championships Circuit | Hartplatz | Dianne Fromholtz | 6:4, 2:6, 6:4 |

### Doppel
| Nr. | Datum     | Turnier       | Kategorie                  | Belag           | Partnerin      | Finalgegnerinnen                     | Ergebnis      |
| --- | --------- | ------------- | -------------------------- | --------------- | -------------- | ------------------------------------ | ------------- |
| 1.  | März 1977 | San Francisco | WTA Virginia Slims Circuit | Teppich (Halle) | Kerry Reid     | Sue Barker Ann Kiyomura              | 6:3, 6:1      |
| 2.  | Juni 1979 | Chichester    | WTA Colgate Series         | Rasen           | Wendy Turnbull | Billie Jean King Martina Navratilova | 6:3, 1:6, 7:5 |

### Mixed
| Nr. | Datum          | Turnier   | Kategorie  | Belag | Partnerin  | Finalgegnerinnen          | Ergebnis      |
| --- | -------------- | --------- | ---------- | ----- | ---------- | ------------------------- | ------------- |
| 1.  | Juli 1977      | Wimbledon | Grand Slam | Rasen | Bob Hewitt | Betty Stöve Frew McMillan | 3:6, 7:5, 6:4 |
| 2.  | Juli 1979      | Wimbledon | Grand Slam | Rasen | Bob Hewitt | Betty Stöve Frew McMillan | 7:5, 7:6      |
| 3.  | September 1979 | US Open   | Grand Slam | Hart  | Bob Hewitt | Betty Stöve Frew McMillan | 6:3, 7:5      |